# Craniophora navasi
Craniophora navasi är en fjärilsart som beskrevs av Charles Boursin 1935. Craniophora navasi ingår i släktet Craniophora och familjen nattflyn. Inga underarter finns listade i Catalogue of Life.